# Robert L. Jaffe
Robert Loren Jaffe (* 23. Mai 1946 in Bath)  ist ein US-amerikanischer theoretischer Physiker, der sich insbesondere mit der Physik von Quarks befasst.

## Leben
Jaffe ging in Stamford (Connecticut) zur Schule, studierte Physik an der Princeton University mit dem Bachelor-Abschluss summa cum laude 1968 und an der Stanford University, an der er 1971 seinen Master-Abschluss erhielt und 1972 promoviert wurde. Als Post-Doktorand war er am Center for Theoretical Physics des Massachusetts Institute of Technology (MIT), an der er 1974 Assistant Professor wurde und 1983 eine volle Professur erhielt. Er wurde dort 2001 Morningstar Professor für Physik und leitete 1998 bis 2005 das Center for Theoretical Physics.
1976 war er Gastwissenschaftler am SLAC, 1978/1979 am CERN, 1979 in Oxford (St. Catherine´s College), 1981 in Peking 1986/87 an der Boston University und 1996/97 an der Harvard University. Er war Berater am Los Alamos National Laboratory, dem SLAC und dem Brookhaven National Laboratory (RIKEN-Brookhaven Center), an dem er auch an führender Stelle die Spin-Physik von Hadronen erforschte. 2004 war er am Rockefeller Foundation Study Center in Bellagio in Italien. Seit 2005 berät er bei der Gründung einer Privatuniversität für Naturwissenschaft und Technologie in Lahore.
Jaffe war in den 1970er Jahren einer der Autoren (mit Victor Weisskopf, Kenneth A. Johnson, Alan Chodos, Charles Thorn) des MIT Bag Models der Hadronen, einem vereinfachten Modell der Hadronen als in ein Volumen eingesperrter Quarks mit störungstheoretischer Quantenchromodynamik-Rest-Wechselwirkung.
Er befasste sich besonders mit der Spin-Struktur von Hadronen, beginnend mit einer Summenregel für die Streuung polarisierter Leptonen an Nukleonen mit John Ellis. Mit Aneesh Manohar klärte er den Beitrag des Bahndrehimpulses zum Nukleonenspin. Mit Xiandong Ji führte er bei der Untersuchung transversalen Spins in der Substruktur von Nukleonen eine neue Spin-Observable für Quarks ein (Transversity). Anfang der 1980er Jahre gehörte er zu den Ersten, die Terme mit höherem Twist in der tiefinelastischen Nukleonstreuung untersuchten. Diese sind Folge von Vielteilchen-Wechselwirkungen zwischen Quarks und Gluonen im Target während der Streuung.
Außerdem untersuchte er mit Edward Farhi und anderen die Rolle seltsamer Quarkmaterie und ihrer möglicher Bedeutung in der Astrophysik und das Quantenvakuum (Casimir-Effekt sowohl im Standard Modell und GUTs als auch in der Nanotechnik und genauere Berechnungsmethoden hierfür) und er befasste sich mit exotischen Hadronen (wobei er das Modell des Tetraquarks aus zwei Diquarks favorisierte). Mit Kenneth Johnson war er ein Pionier der Glueball-Forschung.
1975 bis 1979 war er Sloan Research Fellow. Er ist Fellow der American Physical Society (deren Panel on Public Affairs (POPA) er 2014 vorstand) und der American Association for the Advancement of Science. Er erhielt mehrere Preise für herausragende Lehre.
Jaffe ist seit 1977 verheiratet und hat drei Kinder.

## Schriften
- Where does the proton really got his spin ?, Physics Today, September 1995